# کوشچیلیسکو
کوشچیلیسکو (به لهستانی:  Kościelisko) یک روستا در لهستان است که در گمینا کوشچیلیسکو واقع شده‌است.
 کوشچیلیسکو  ۳٬۹۰۰ نفر جمعیت دارد.